# Good Times with Weapons
Good Times With Weapons (aflevering #801) is een aflevering van de animatieserie South Park.
Het is de eerste aflevering van seizoen 8.

## Verhaal
Stan, Kyle, Cartman en Kenny lopen over een braderie en zien een kraampje met authentieke wapens uit Azië die ze willen kopen. Omdat ze geen 18 zijn, hebben ze toestemming van hun ouders nodig, maar een smoes dat hun ouders zijn verongelukt en een ingestudeerde huilpartij, overtuigen de koopman.
Ze doen alsof ze ninja's zijn en spelen schijngevechten. Ook geven ze zichzelf een ninja-naam: zo noemt Stan zichzelf Shadow Hachi, Kyle is Bunraku, Cartman is Bulrog, en Kenny is iets onverstaanbaars. Ze besluiten om Craig, Token, Jimmy en Clyde jaloers te maken met hun wapens, maar deze lijken slechts matig onder de indruk.
Butters wil meespelen, maar dit mag niet. Butters loopt teleurgesteld naar huis, kleedt zich om, en besluit wraak te nemen als Professor Chaos. Er vindt een schijngevecht plaats, waarbij de jongens zich door hun fantasie laten meeslepen en Kenny een van zijn ninja-sterren in het linkeroog van Butters gooit. Eigenlijk heeft Butters medische verzorging nodig, maar dit zal ervoor zorgen dat de ouders van de jongens hun wapenbezit ontdekken, dus besluiten ze Butters, verkleed als hond, naar de blinde dierenarts te brengen.
Onderweg komen ze Craig (als Ginza), Clyde, Token (als Black Chaku) en Jimmy tegen, die inmiddels ook wapens in hun bezit hebben. Natuurlijk moet er gevochten worden om te bepalen wie de beste ninja's zijn. Ondertussen is Butters in alle commotie ontsnapt en naar het ziekenhuis gegaan. Daar besluit de dokter om Butters naar de dierenarts te brengen omdat hij geen dierenarts maar een mensendokter is (Butters heeft nog steeds de hondenharen aan zijn huid plakken en blaft). De dierenarts besluit om Butters in te laten slapen, maar Butters weet weer te ontsnappen en loopt richting braderie. Kyle wil de wapens weggooien om zich zo van al het bewijs te ontdoen, maar de jongens kunnen geen wapens weggooien waar ze voor hebben betaald (waarbij Cartman Kyles vermeende Joodse gierigheid aanhaalt).
Nadat de jongens hebben geprobeerd de wapens te retourneren, maar hun geld niet terug krijgen, krijgen ze te horen dat Butters zich aan de andere kant van de braderie bevindt. Cartman wendt zijn vermeende superkracht om onzichtbaar te worden aan en loopt naakt (omdat alleen zijn lichaam maar niet zijn kleren in zijn fantasie onzichtbaar zijn) over het podium waar juist op dat moment een veiling wordt uitgezonden. Tegelijkertijd strompelt Butters met de ninja-ster in zijn oog het veilingterrein op en valt daar flauw voor de ogen van zijn ouders en alle stadsbewoners.
De naaktloperij wordt opgevat als een schande en er wordt een spoedbijeenkomst belegd door de dorpelingen. Daar blijkt dat Cartman gestraft moet worden voor zijn daden (naaktlopen dus) en de overige jongens spelen het spel mee, zodat ze hun wapens kunnen houden en geen huisarrest krijgen opgelegd. Iedereen heeft het alleen maar over de naaktloperij, en niemand denkt nog aan de wapens en de verwonding die Butters hierdoor opliep. Blijkbaar is de seksuele moraal belangrijker dan het gevaar van kinderen die met wapens spelen.

## Stijl
Tijdens deze episode wordt de gebruikelijke cutout-stijl van de cartoon afgewisseld met een meer gedetailleerde animestijl, die weergeeft hoe de jongens dit alles in hun fantasie beleven. Bovendien klinkt tijdens een van de gevechten Let's Fighting Love, een nummer dat Japanse en Engelse lyrics mixt, met daarbij expres incorrecte grammaticale constructies en zowel Engels als Japanse obscene taal.

## Trivia
- Kenny gaat niet dood deze episode. Integendeel, hij is degene die de ninjaster in Butters´ oog gooit.
- Dit is de laatste episode waarin Sparky, de hond van Stan, voorkomt. Zijn vacht wordt afgeschoren om deze op Butters te plakken zodat hij op een hond lijkt.